# Iglesia de San Esteban (Burgos)
La iglesia de San Esteban es un templo católico, ya sin culto, situado en el barrio del mismo nombre de la ciudad de Burgos (Castilla y León, España). Notable construcción gótica levantada en lo esencial entre finales del siglo XIII y principios del XIV, en la actualidad alberga el Museo del Retablo.

## Historia

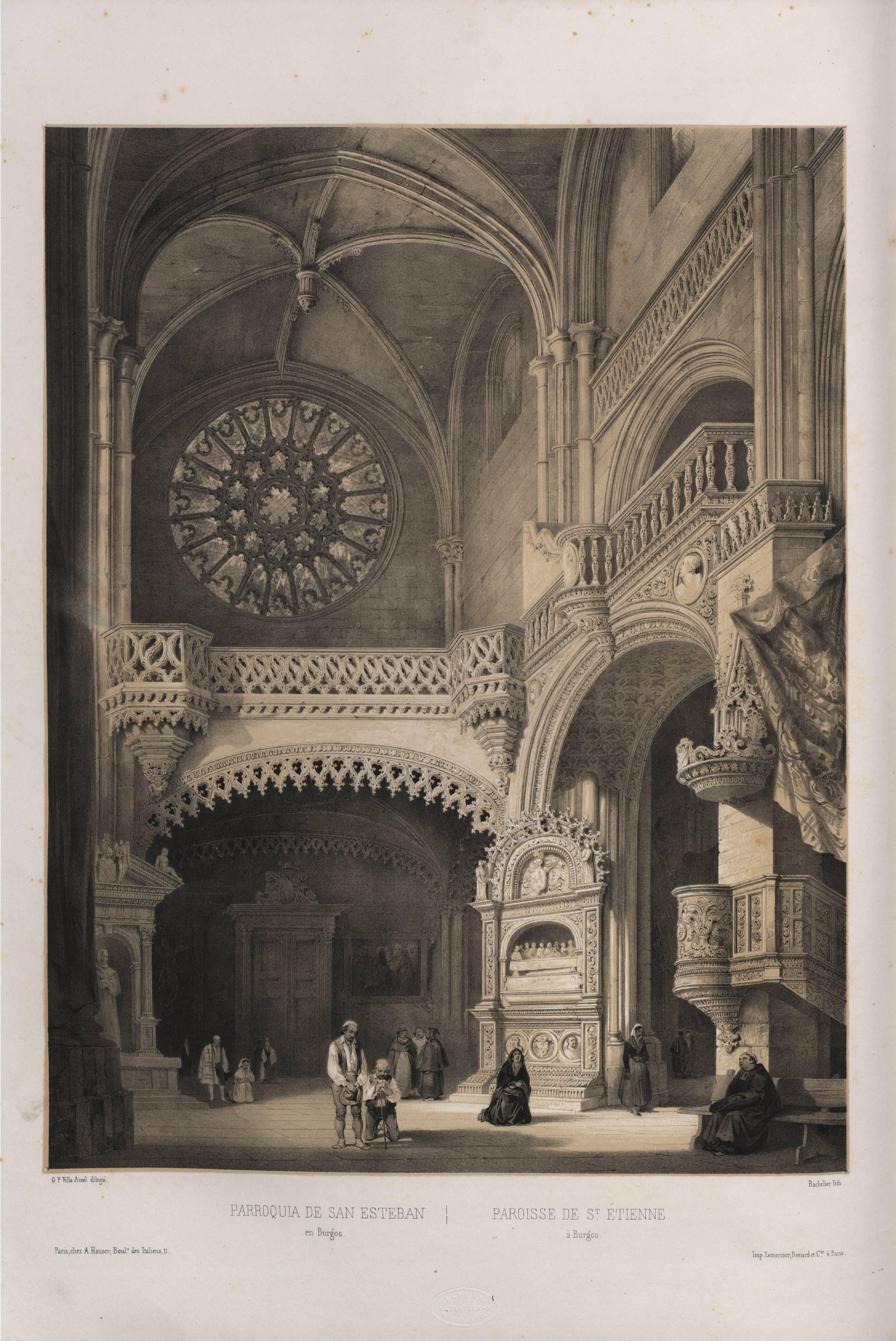
Iglesia a mediados del

La iglesia, emplazada en la ladera este del cerro del Castillo, en la confluencia de las calles de San Esteban, Valentín Palencia y el Pozo Seco, y dando nombre al barrio, se empezó a construir en el último cuarto del siglo XIII, bajo el reinado de Alfonso X El Sabio, continuando su proceso durante las primeras décadas de la siguiente centuria. Al igual que la cercana Catedral, coetánea en su erección (si bien la seo burgalesa comenzó a levantarse unas décadas antes), sustituyó un templo románico más antiguo, el cual figuraba entre las once iglesias burgalesas citadas por el papa Alejandro III en una bula de  1163.
La vecindad del castillo fue en ocasiones perjudicial para la fábrica de San Esteban, como sucedió en los años 1475-1476, cuando el asedio de la fortaleza con motivo de la Guerra de Sucesión Castellana le ocasionó desperfectos que obligaron a reconstruir el rosetón en 1479 y a reparar la torre y los pilares en 1485, obras que se prolongaron hasta bien entrado el siglo XVI. A este siglo corresponden las intervenciones de los maestros Simón de Colonia (coro alto, en 1502-1506), Nicolás de Vergara (triforio, arcos del órgano, escalera del coro, sepulcros, chimenea del claustro, etc.), Juan de Castañeda, o Juan de Vergara, y Domingo de Veytia (quienes actuaron en la torre). La voladura del castillo por los franceses en 1813 durante la invasión napoleónica volvió a dañar partes de la fachada y de la torre.
La Iglesia de San Esteban fue declarada Monumento Nacional en 1931.
Desde que la iglesia de San Esteban fue convertida en Museo del Retablo, la parroquia de San Esteban tiene su sede en la cercana iglesia de San Nicolás de Bari.

## Museo del Retablo
El Arzobispado de Burgos trasladó el culto de la parroquia a la iglesia de San Nicolás, para instalar aquí el Museo del Retablo, cuyos fondos se componen fundamentalmente de retablos renacentistas y barrocos procedentes de diferentes localidades de la diócesis, aunque varias de las piezas expuestas pertenecen a la propia iglesia, empezando por su retablo mayor. La colección de retablos abarca los siglos XVI, XVII y XVIII. Además, en el coro alto se muestra una sección de orfebrería.

## Descripción
La iglesia presenta planta basilical de tres naves de cuatro tramos, la principal más alta que las laterales. Carece de crucero. Los pilares son cilíndricos y están reforzados por columnillas adosadas. La cabecera se cierra con triple ábside, que en el caso de la nave central es pentagonal. Adosado a la nave de la Epístola (sur) figura un claustro en forma de rectángulo irregular. También posee sala capitular, la llamada Capilla de todos los Santos. San Esteban es, de hecho, la única parroquia burgalesa que posee estas dos dependencias.

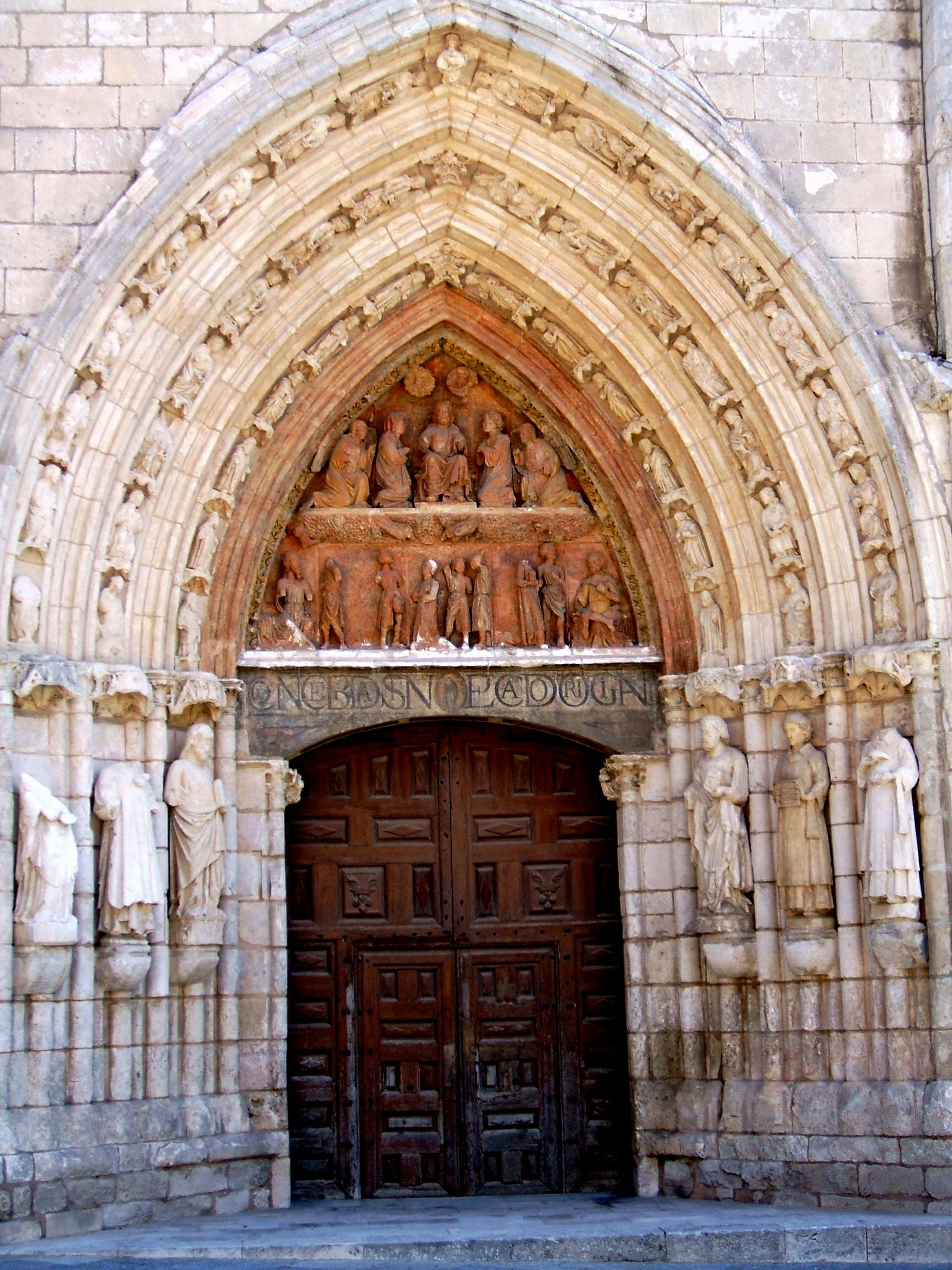
Portada principal.

### Exterior
Exteriormente monopoliza la atención la fachada principal, orientada al poniente, cuya monumentalidad acentúa una torre erigida sobre el tramo anterior de la nave. Su macizo aspecto, con contrafuertes esquineros, el cuerpo adosado que acoge la escalera de caracol en una de las aristas y el austero vano del campanario, es aligerado por el magnífico rosetón calado, en la línea de los de la Catedral, que se abre en su cuerpo bajo, antecedido por un balcón con balaustrada.

#### Portada

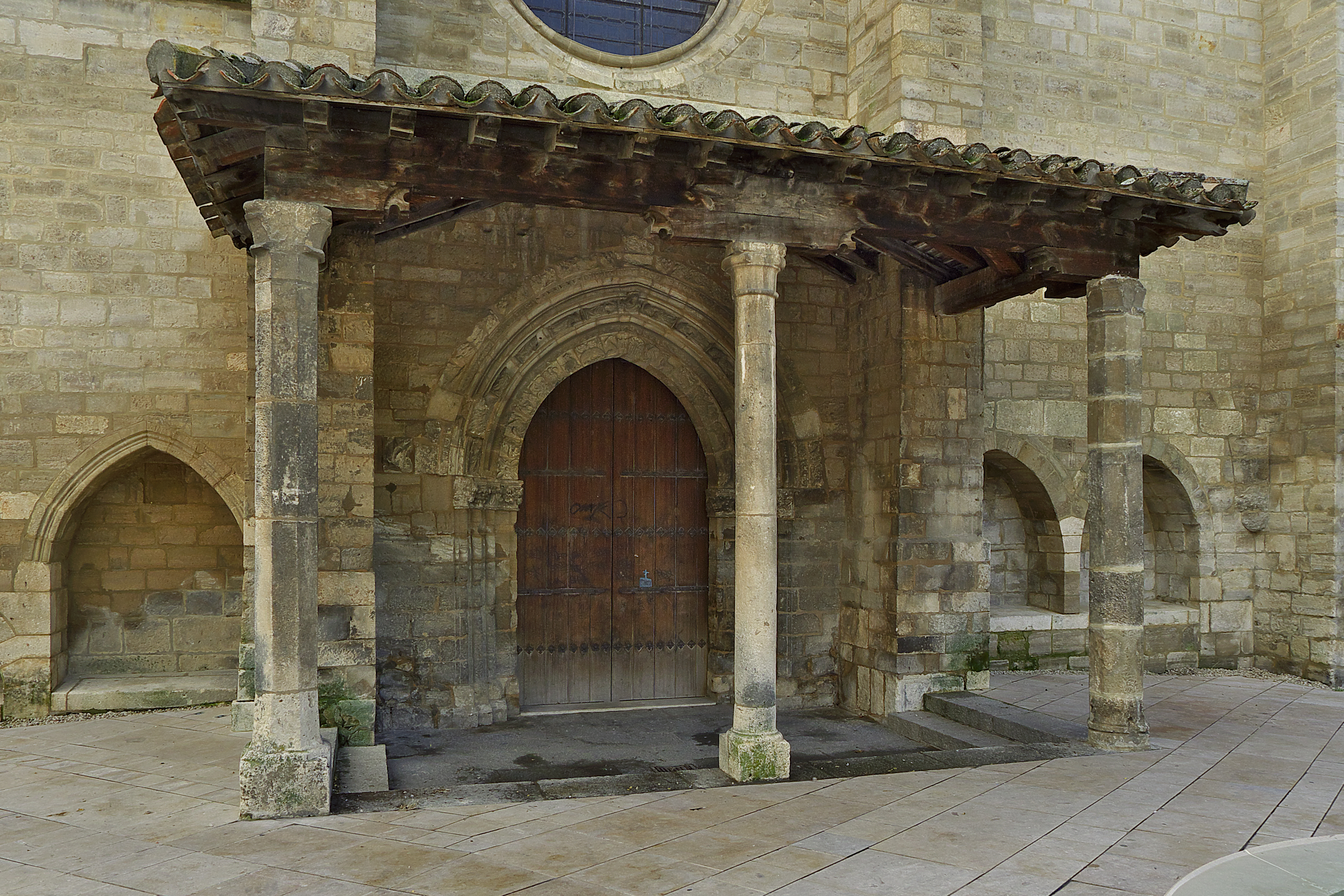
Portada septentrional

Bajo el rosetón y la balconada se abre la portada ojival, flanqueada por dos finos pináculos. Esta portada se concibe a semejanza de las que en la segunda mitad del siglo XIII se construyeron en el claustro de la Catedral, esto es, con dintel en forma de arco escarzano sobre el que se desarrolla un tímpano partido en dos registros. En la parte superior, la representación del motivo arcaizante, al proceder directamente del arte Románico, de la Déesis, tema iconográfico que se repìte en la Puerta de la Coronería de la Catedral; aquí, Cristo juez aparece entronizado, bajo el Sol y la Luna, y ante él interceden la Virgen María, San Juan y dos ángeles. En la parte inferior del tímpano se muestra el martirio de Esteban Protomártir, santo titular del templo. Un repertorio de estatuaria se reparte en las tres arquivoltas, iluminadas con bienaventurados, santos y ángeles, y en los intercolumnios de las jambas, ocupadas por seis estatuas de bulto entero, una de las cuales representa al propio San Esteban.
En la parte posterior del templo, los ábsides se configuran con contrafuertes, cornisas bota aguas y ventanales apuntados con intradoses trilobulados y amainelados.

### Interior y mobiliario

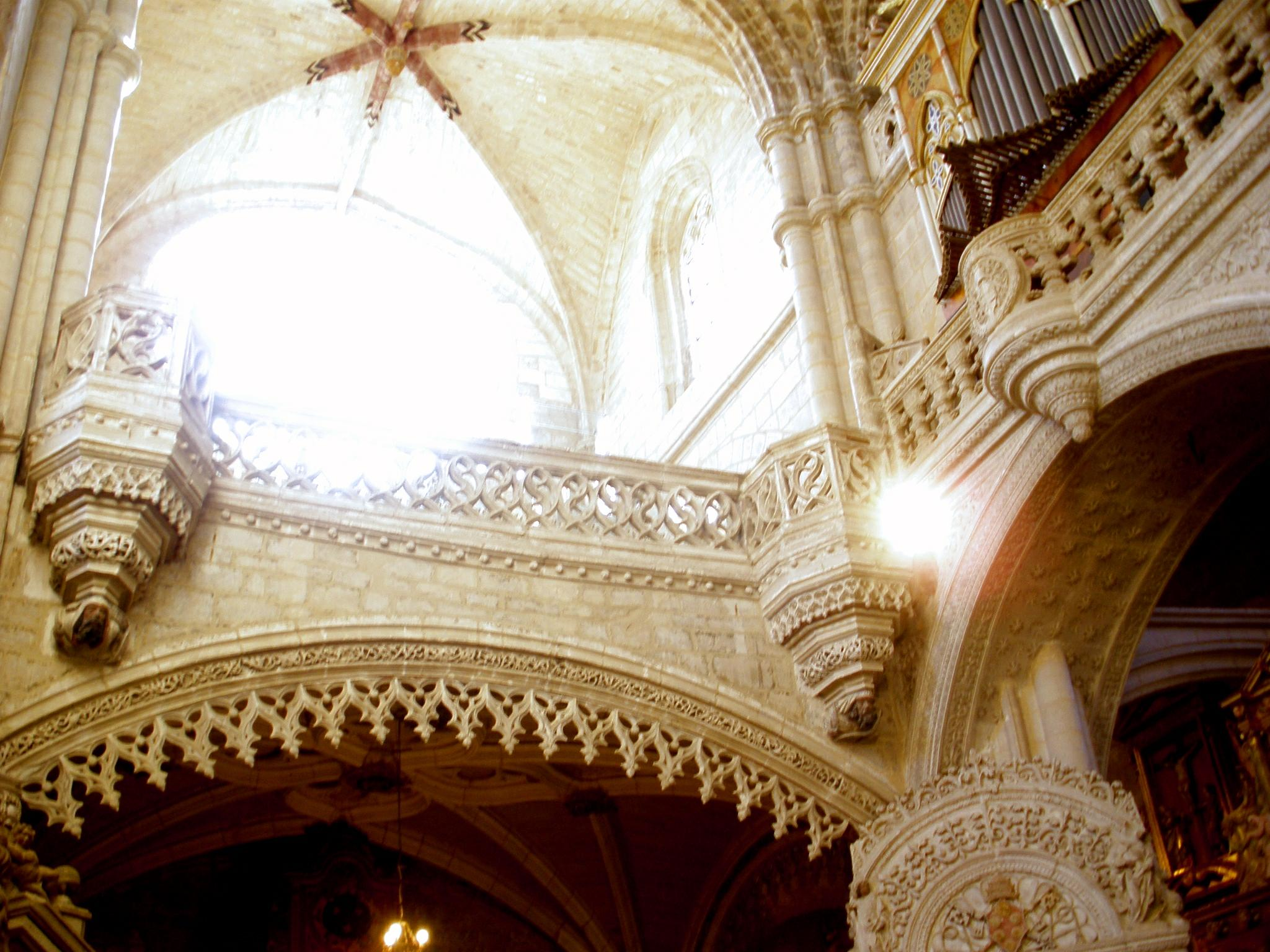
Coro alto.

Las naves quedan separadas por pilares de núcleo central cilíndrico con columnillas adosadas. Se cubren con bóvedas de crucería simple, que en la nave central disponen de una ligadura longitudinal, formando nervio espinazo. Algunos de los tramos del muro de la nave central disponen de una pequeña tribuna añadida a comienzos del siglo XVI por Simón de Colonia y Nicolás de Vergara, quienes yuxtaponen en los antepechos tracerías caladas tardogóticas y balaustradas de radios renacientes.

#### Coro alto
En la parte de la nave a los pies, bajo la torre y profusamente iluminada por el rosetón, se fusionan armoniosamente dos versiones sucesivas del decorativismo propio de los inicios del siglo XVI. Así, aún gótico isabelino es el coro alto, que realizara Simón de Colonia hacia 1503, con arco escarzano de intradós angrelado y antepecho de calados curvilíneos que se extienden a las dos tribunillas laterales. Continúa la balconada en el arco escarzano que sostiene el órgano, en el lado del Evangelio; este arco está esculpido ya con finos motivos renacentistas de tipo plateresco, como era propio de la mano de Nicolás de Vergara.

#### Retablos

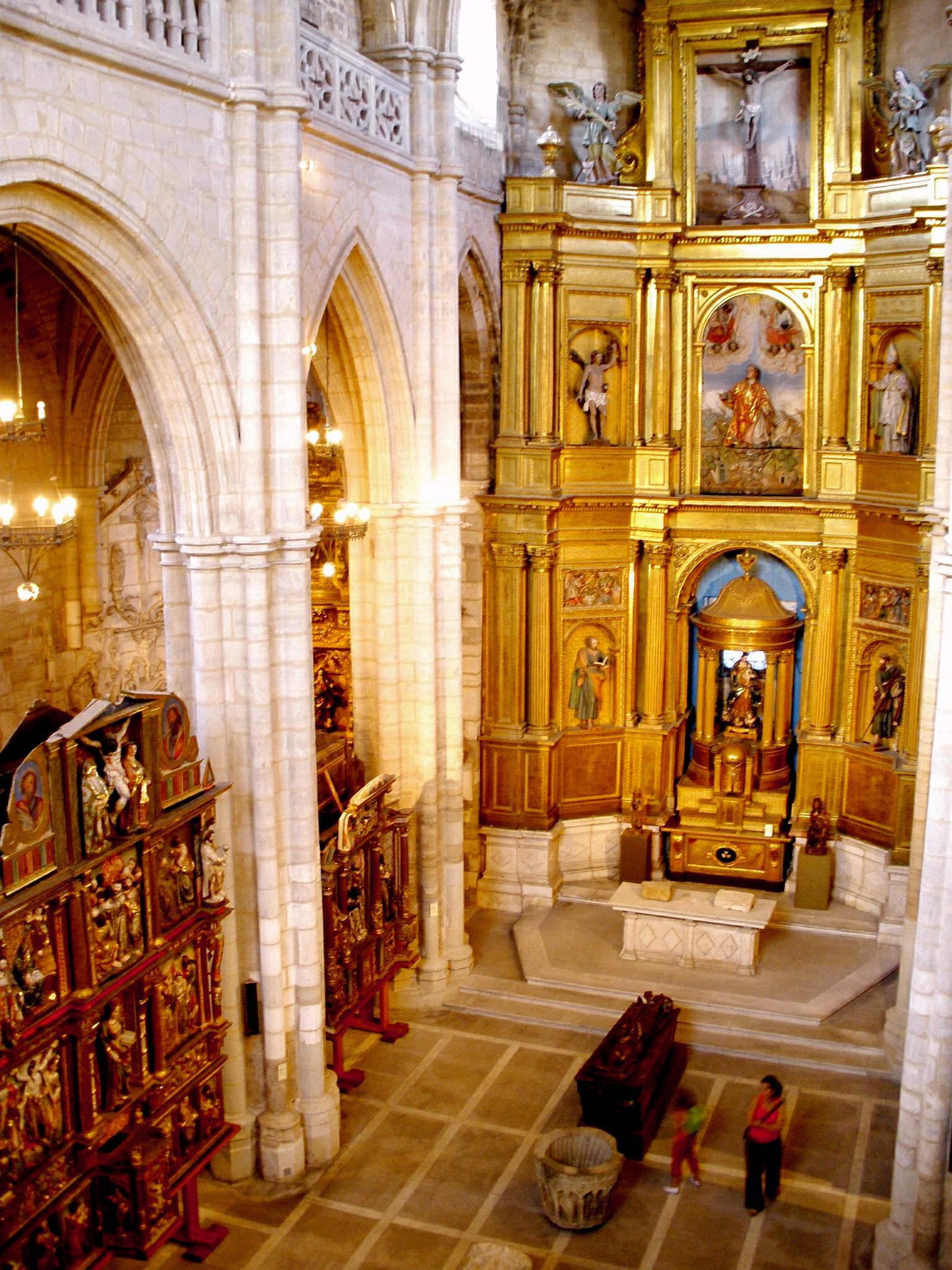
Aspecto de la nave principal y retablo mayor.

San Esteban conserva varios retablos que se integran en la colección del Museo del Retablo. En su situación original, la cabecera, se muestra el Retablo Mayor, mueble de líneas neoclásicas de entre finales del siglo XVIII y principios del XIX, dorado y formado por dos cuerpos divididos en tres calles, más un ático con Calvario. Los espacios, separados por entablamientos, columnas y pilastras de orden corintio, todos ellos sin decoración, acogen tallas y relieves policromados de santos. También son originales de la vieja parroquia el Retablo de la Inmaculada, que cubre la cabecera de la Nave del Evangelio, obra barroca churrigueresca de mediados del siglo XVIII; su gemelo en la nave de la Epístola, el Retablo del Cristo Crucificado, mazonería dorada realizado en el mismo momento también por el ensamblador José Valdán, el escultor Manuel Romero y el dorador Fermín López Sagrado; el Retablo de la Santa Cena, hoy expuesto en la nave de la Epístola, renacentista del siglo XVI; y a su lado, el Retablo de los Reyes Magos, obra anónima del primer tercio del siglo XVII, con escultura y relieve de madera policromada y estofada.
Han desaparecido, con el paso del tiempo, algunas obras notables documentadas. Son los casos de: el retablo de Santa Úrsula, hecho en 1492 por los pintores Juan de Sedano y Alfonso Pintor; el retablo de Santa Catalina, pagado al pintor Diego de la Cruz en 1487-1488; los dos retablos mayores que precedieron al actual neoclásico, el más antiguo, tardogótico, realizado conjuntamente por Gil de Siloé y Diego de la Cruz entre 1496 y 1500, y el posterior, barroco, erigido en 1666 por Policarpo de la Nestosa, que incluía esculturas de Juan de Pobes y Juan de los Helgueros; y el retablito renacentista debido a Felipe de Bigarny y León Picardo, de entre 1515 y 1519.

#### Sepulcros y otra escultura
El templo contiene notables obras funerarias de algunos personajes que escogieron aquí sepultura. En la nave central, adosado a un pilar, destaca el sepulcro de Don Pedro de Gumiel, realizado en un afiligranado estilo plateresco en 1514-1515 por Nicolás de Vergara y cuyo principal motivo, rodeado de profusa decoración a candelieri, es un relieve de la Última Cena. De idéntico estilo es el púlpito que se encuentra en el pilar siguiente, labrado por el maestro Vergara hacia 1520, cuyos grutescos se inspiran en un grabado del pintor y grabador de Mantua Zoan Andrea.
En la parte anterior de la nave del Evangelio hay una pequeña capilla sepulcral, convertida después en baptisterio, cuyo frente muestra un alto gablete con cardinas, remate en cogollo y a los lados ángeles orantes y pináculos. 

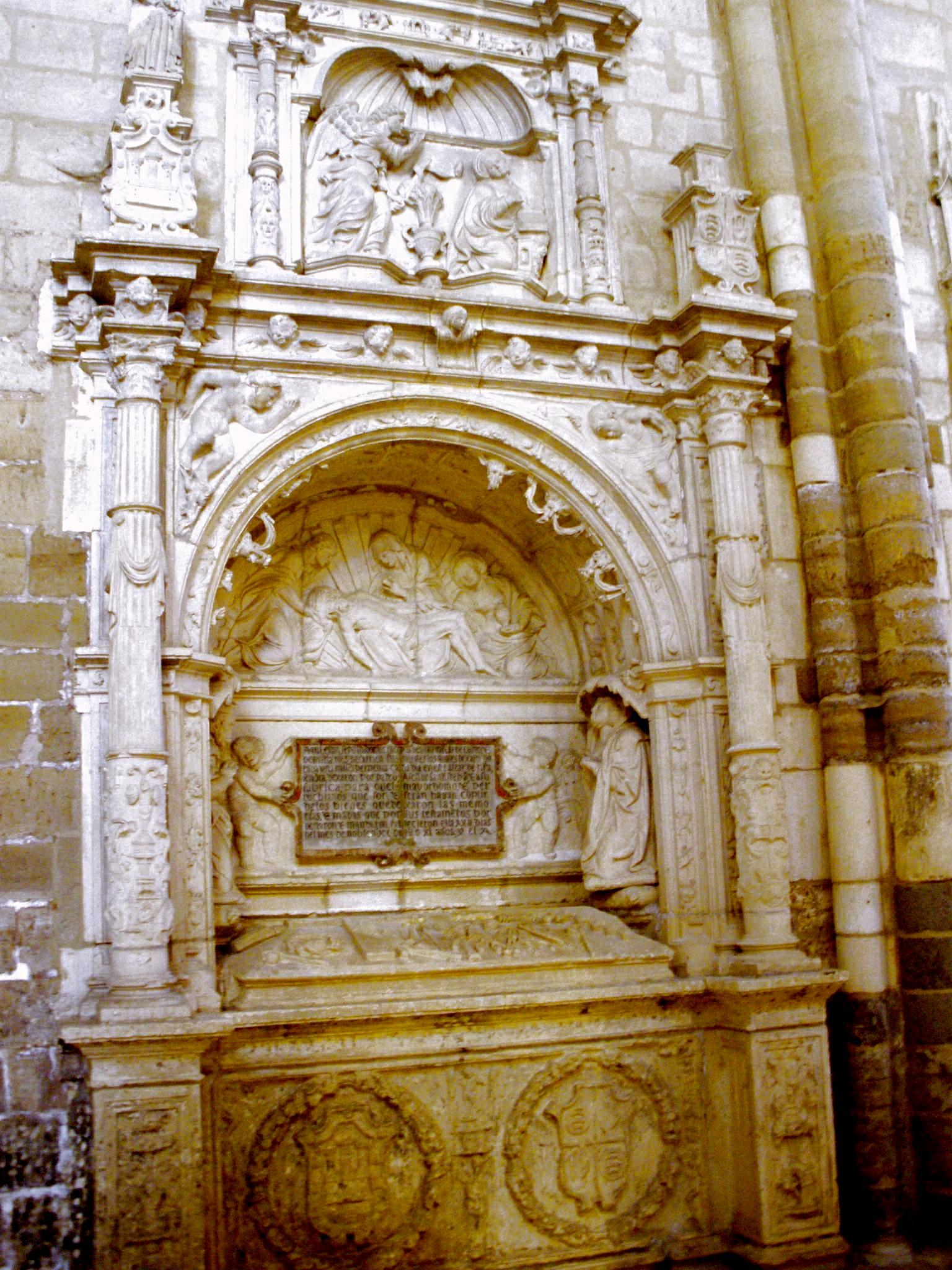
Sepulcro renacentista de los mercaderes Juan García de Castro y su esposa Mari Díez de Carrión.

Le sigue un arcosolio renacentista ilustrado en su parte superior con los relieves de la Anunciación y el Calvario, obra quizás del taller de Juan de Vallejo. Se trata del sepulcro de Juan García de Castro y su esposa Mari Díez de Carrión, mercaderes, cuyos bultos, tallados en pequeño tamaño, dirigen sus oraciones a una Piedad. Los escudos de armas de los enterrados decoran el frontal de la caja sepulcral.
Hacia la parte posterior de la nave, lindero con el retablo de cabecera, se sitúa el renacentista arcosolio de la familia Arlanzón, quizás realizado por Juan de Vallejo. Consta de Calvario en el remate, partiendo de él, un relieve de la Resurrección, un entablamiento con grutescos y el arcosolio propiamente dicho, con intradós casetonado, columnillas radiadas en los lados y los bultos yacentes de un matrimonio.
A la derecha del mismo, adyacente, se sitúa el sepulcro de Martín Ochoa de Arteaga, tesorero de Vizcaya, fallecido en torno a 1480-1481. Se trata de un monumento funerario tardogótico, con arco carpanel de trasdós conopial que cobija el bulto yacente del caballero, el cual descansa con armadura sobre un lecho adornado con un frontal blasonado.
Ya en la nave de la Epístola, contigua a su cabecera, se abre la gran capilla funeraria de Rodrigo de Frías, acaudalado mercader, cuya fábrica, terminada hacia 1519, se atribuye a Francisco de Colonia o bien a Nicolás de Vergara. El gran arcosolio casetonado de medio punto se abre a modo de arco triunfal, flanqueado por pilastras decoradas con candelieri y coronado con un notable relieve de la Flagelación. En los lados del intradós se encuentran los sepulcros, bajo arcos carpaneles y profusa labra plateresca, de Rodrigo de Frías (muerto en 1510) y su esposa María Ortiz de la Costana (muerta en 1505).

#### Claustro

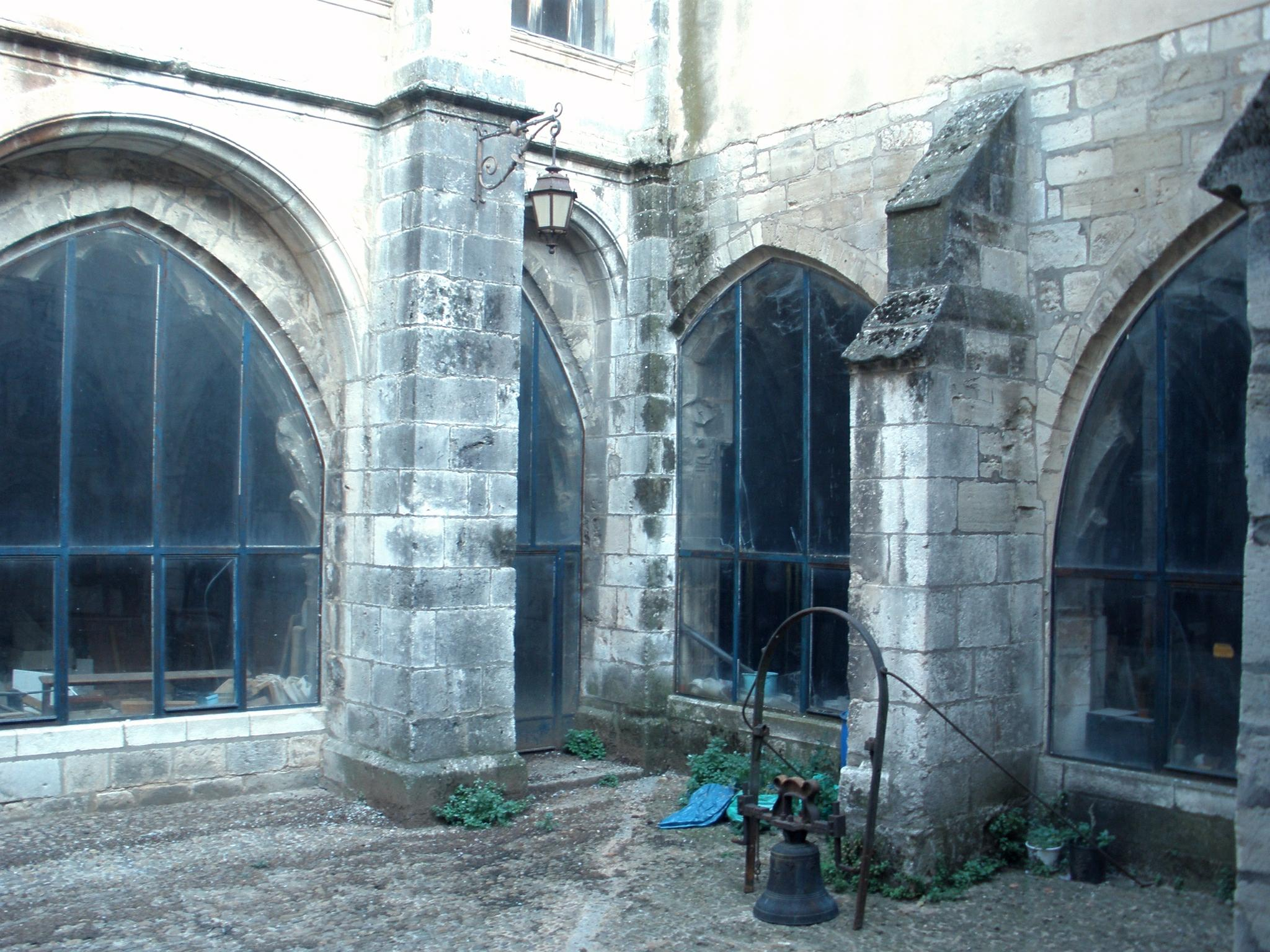
Aspecto del claustro.

Realizado en el siglo XIV, tiene forma trapezoidal y se alza sobre anchos arcos de medio punto que descargan en gruesos contrafuertes intermedios. Parte de la arquería está embutida en la parte que da al patio por arcos de medio punto. Las crujías contienen algunas lápidas funerarias y en la actualidad forman parte de las dependencias del Museo del Retablo, cuyo acceso desde la calle se efectúa precisamente desde aquí.

#### Sacristía
Este espacio contiene un meritorio cuadro hispanoflamenco de finales del siglo XV con el tema de la Última Cena, obra de Alonso de Sedano, y una tabla de San Francisco de Asís, obra documentada de Diego de la Cruz, quien la pintó hacia 1488 haciendo gala de la típica minuciosidad anecdótica de la pintura venida de Flandes. Una imagen sedente de madera de San Andrés debe proceder del retablo mayor que hiciera Gil de Siloé, con cuyo estilo coincide.

## Galería de imágenes

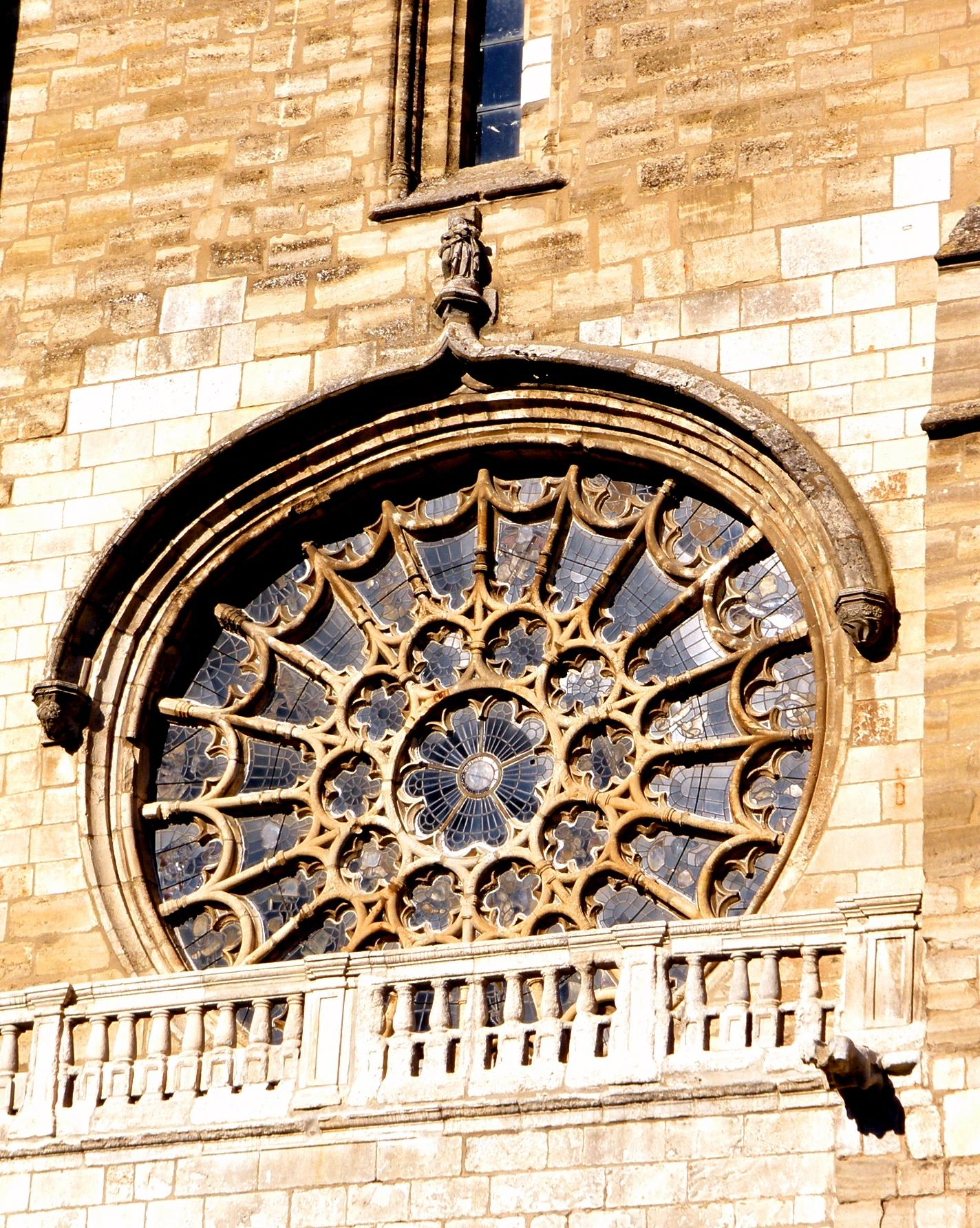
Rosetón gótico de la portada
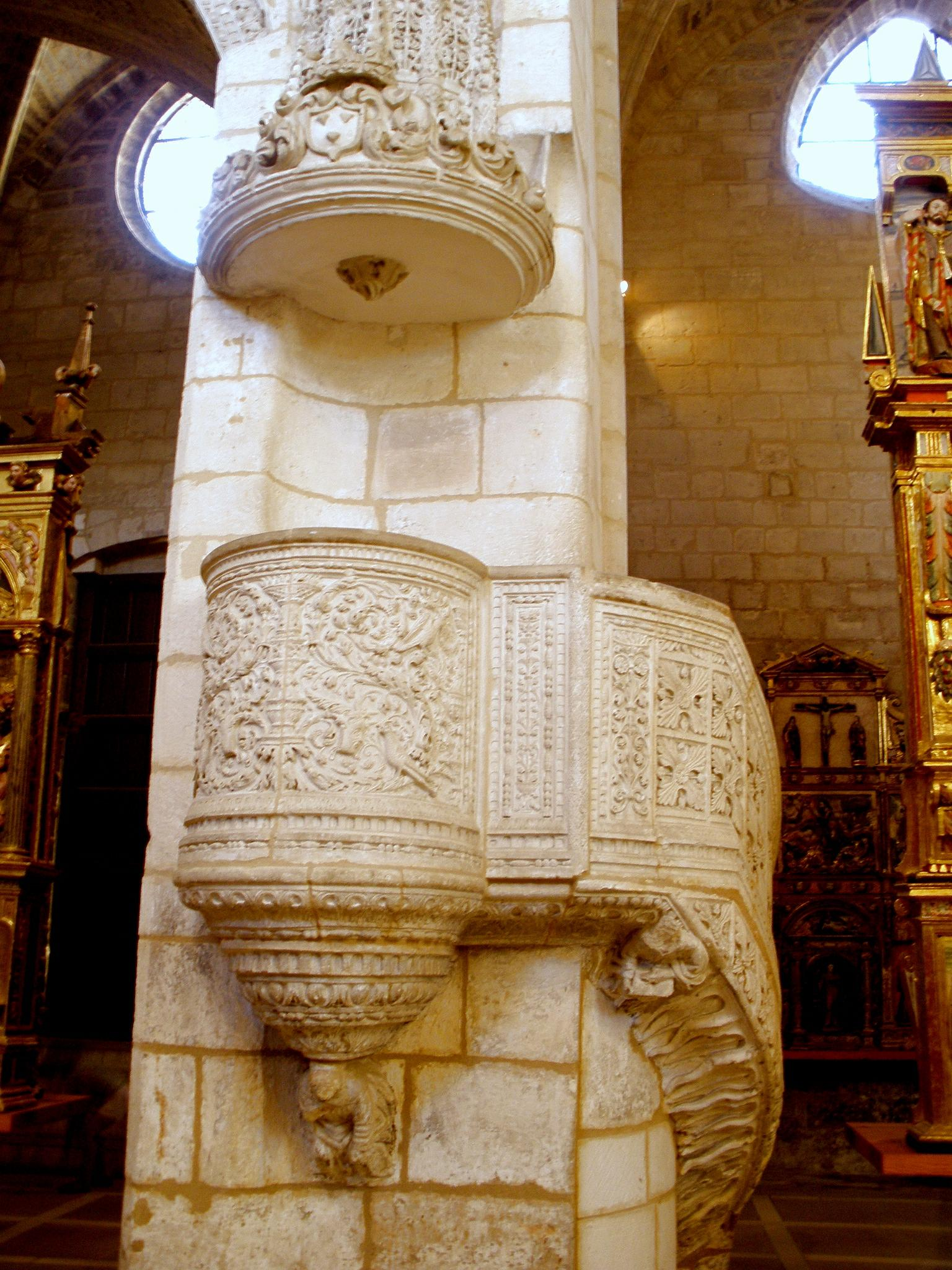
Púlpito plateresco
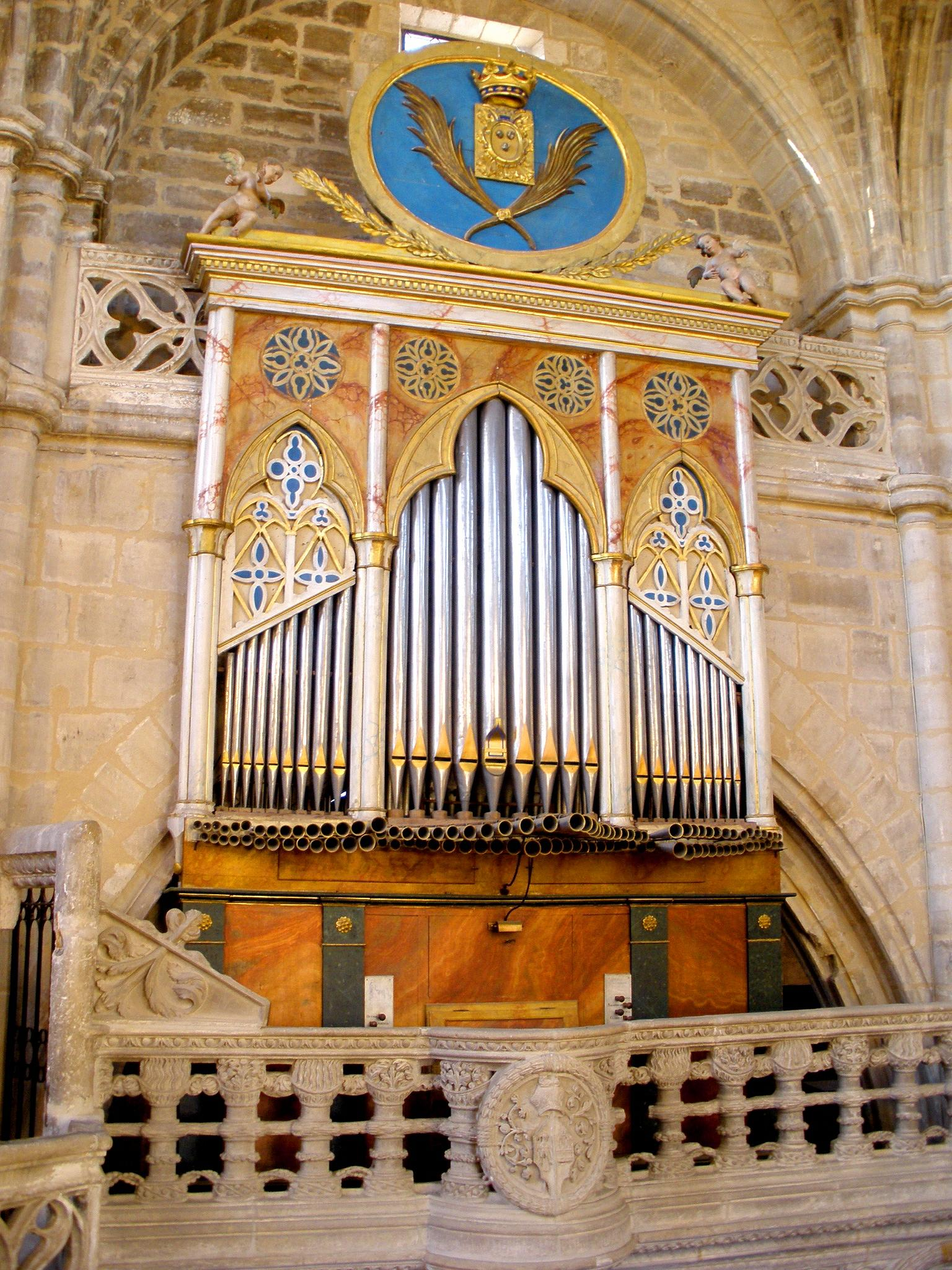
Órgano
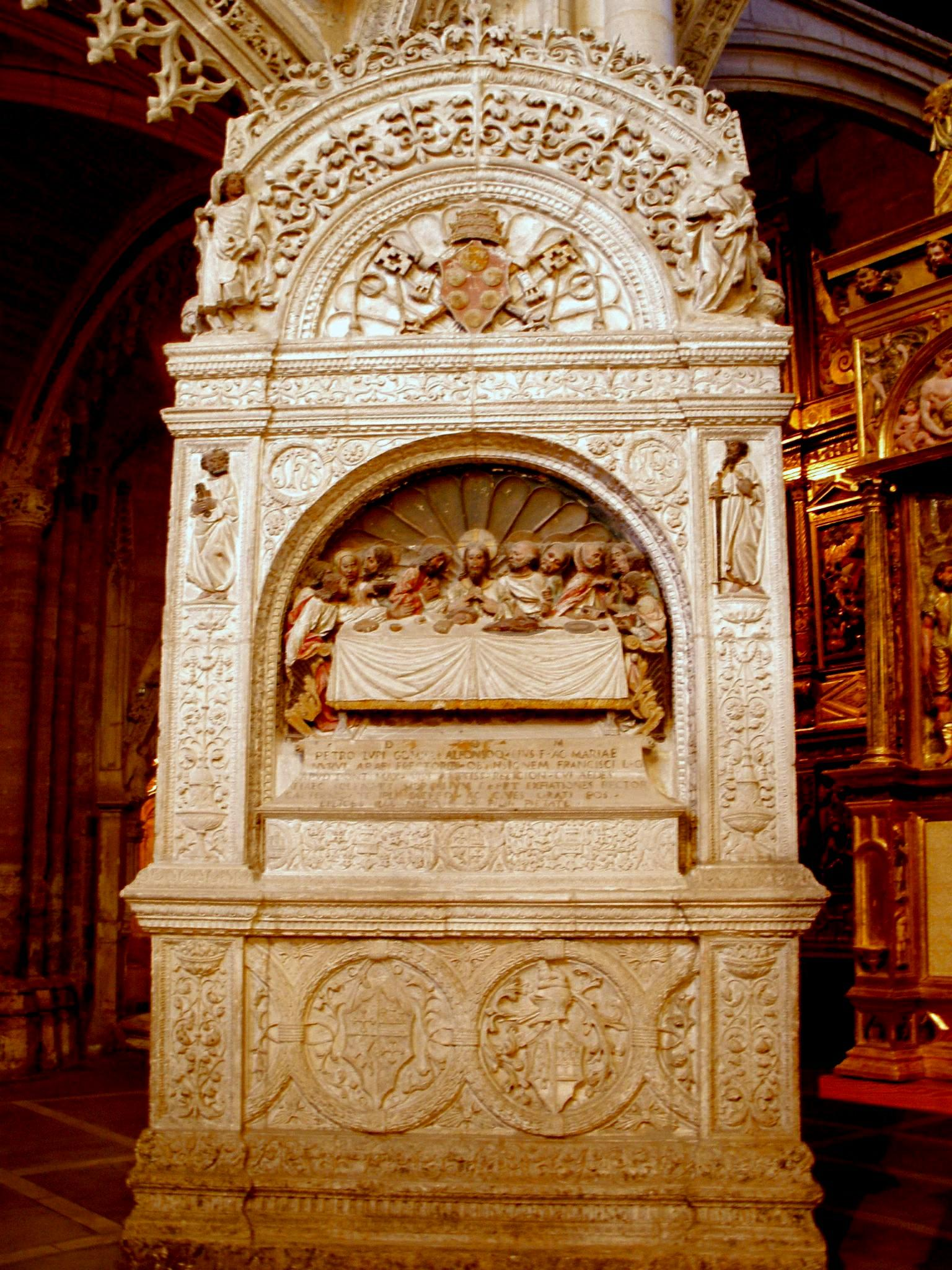
Sepulcro plateresco de Don Pedro de Gumiel
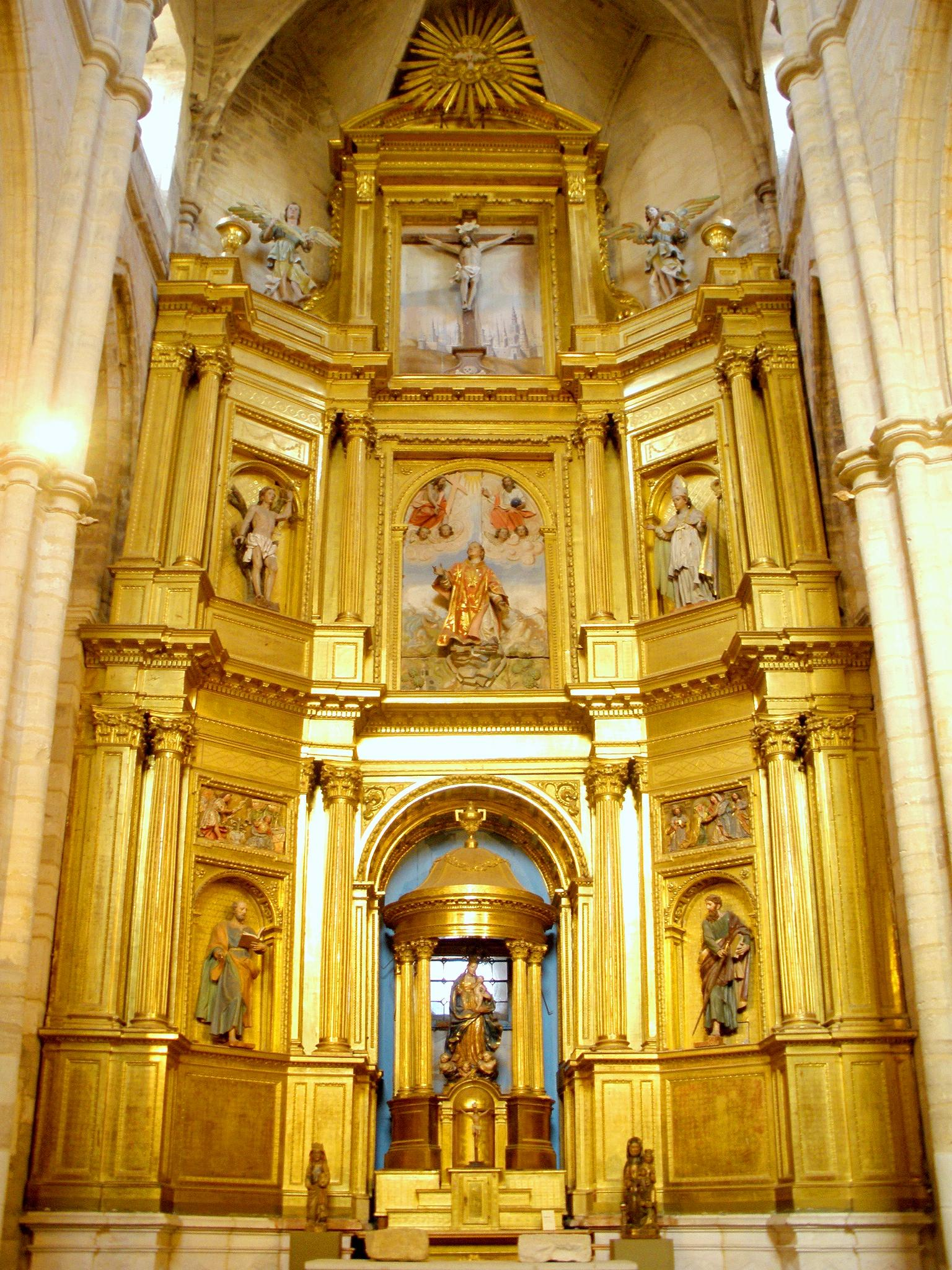
Retablo mayor neoclásico